# Trajanova tržnica
Trajanova tržnica (lat. Mercatus Traiani, italijansko Mercati di Traiano) je velik kompleks ruševin v Rimu, v Italiji, na ulici Via dei Fori Imperiali, na nasprotnem koncu Koloseja. Ohranjene zgradbe in strukture, zgrajene kot sestavni del Trajanovega foruma, ki so obkrožene z izkopanim bokom Kvirinalskega griča, predstavljajo model življenja v prestolnici in vpogled v obnovo mesta, ki razkriva nove zaklade in vpogled v starorimsko arhitekturo. 
Mislili so, da so najstarejši nakupovalni center na svetu, za arkade na Trajanovi tržnici pa zdaj mnogi menijo, da so bile upravne pisarne cesarja Trajana. Trgovine in apartmaji so bili zgrajeni v večnadstropni strukturi, ki jih je še vedno možno obiskati. Znamenita so občutljiva marmorna tla in ostanki knjižnice .

## Gradnja
Trajanovo tržnico je leta 100-110 najverjetneje zgradil Apolodor iz Damaska, arhitekt, ki je vedno sledil Trajanu v njegovih dogodivščinah in mu je Trajan zaupal načrtovanje svojega Foruma  in ga odprl leta 113. V srednjem veku je bil kompleks preoblikovan z dodajanjem nadstropij, ki so vidna še danes in obrambnih elementov, kot je Torre delle Milizie, ('stolp milice'), zgrajen leta 1200. Samostan, ki je bil pozneje zgrajen na tem območju, je bil porušen v začetku 20. stoletja, ob priliki obnove Trajanove tržnice.

## Museo dei Fori Imperiali
Muzej cesarskih forumov (italijansko Museo dei Fori Imperiali), ki je bil odprt leta 2007, hrani bogastvo artefaktov iz vseh forumov starega Rima. Sodobni vhodi v Trajanovo tržnico so na ulici Via Quattro Novembre, 94 in Piazza Madonna di Loreto. Obiskovalec vstopi v nakupovalno območje, razporejeno na dveh različnih straneh, kjer so nekdanjim Rimljanom razdeljevali prosto pšenico. (V antičnem Rimu je rimska vlada v čast svoje boginje Anone uporabila izraz Cura Annonae ('skrb za oskrbo zrnja'), da bi opisala uvoz in distribucijo žita prebivalcem mesta Rim.)
Na koncu te dvorane je velik balkon s čudovitim razgledom na trge, Trajanov forum in Vittoriano. To je pravzaprav del Via Biberatica (od lat. bibo, bibere, kar pomeni 'piti'; ulica je bila lokacija za več rimskih tavern in trgovin z živili na tem območju). Cesta vodi skozi Trajanovo tržnico.
Na spodnjem delu sta tudi dve veliki dvorani, ki sta se verjetno uporabljlia za avdicije ali koncerte. Trgovina na tržnici je znana kot taberna (prvotno enoprostorna, prekrita z banjastim obokom, je imela okno nad njim, da bi pustilo svetlobo v leseno podstrešje za skladiščenje in široka vrata). Velikanska eksedra, ki jo je oblikovala tržna struktura, je bila prvotno zrcaljena z ustrezno eksedro na južnem robu Trajanovega foruma.
Velika dvorana tržnice je pokrita z betonskim obokom, ki je dvignjen na slopih, oba pokrivata in omogočata zračenje in svetlobo v osrednjega prostora. Tržnica je zgrajena predvsem iz opeke in betona.